# Pangermanismo

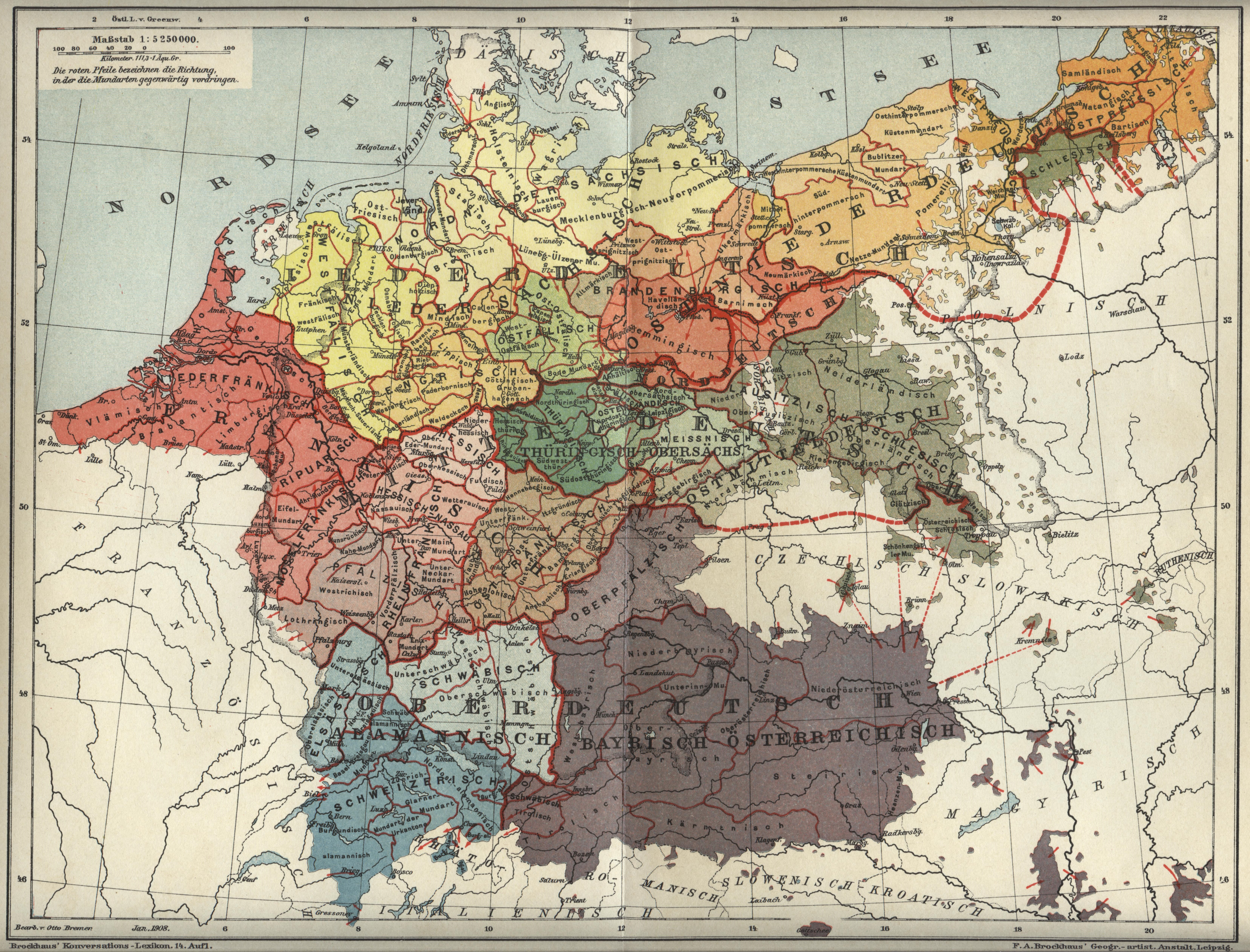
Mapa de 1908 de dialectos alemanes.

El pangermanismo (del griego pān-, todo, y Germania) es un movimiento ideológico y político partidario de la unificación de todos los «pueblos alemanes» como Alemania y Austria. El pangermanismo fue muy influyente en la política alemana del siglo XIX, durante la Unificación alemana, cuando el Imperio alemán fue proclamado como un estado-nación sin incluir a Austria (Kleindeutsche Lösung), y durante la primera mitad del siglo XX, muy especialmente durante los años de la Alemania nazi. De hecho, se ha señalado al pangermanismo impulsado por el régimen nazi como una de las causas que provocó el estallido de la Segunda Guerra Mundial.

## Historia

### Orígenes

El Imperio alemán (Prusia destacada en rojo).

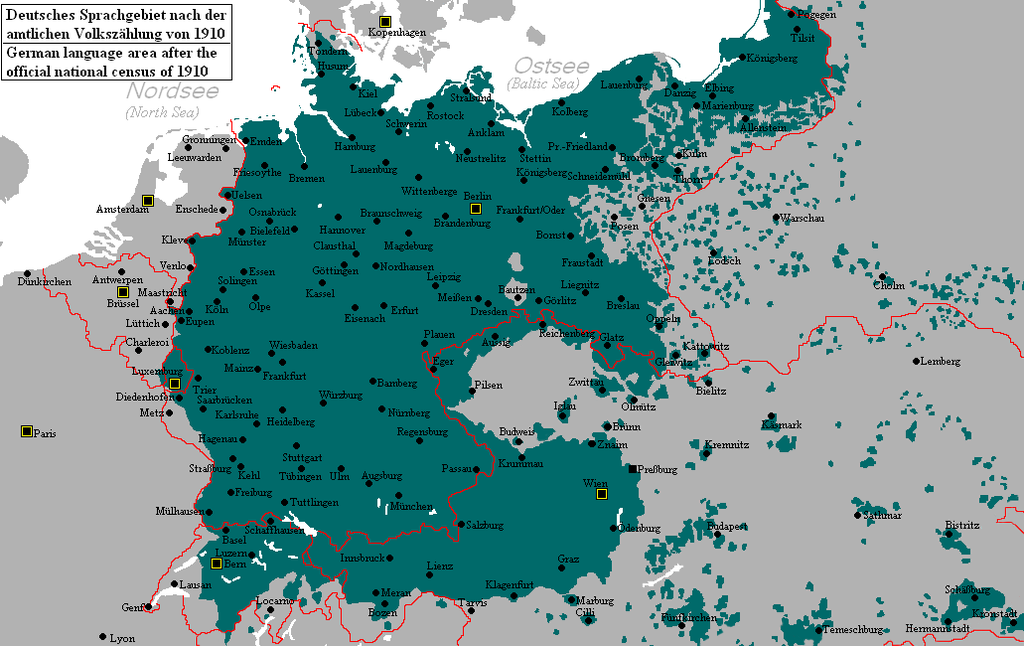
Zonas con presencia de población de lengua alemana en Europa Central y Oriental en 1910.

Regiones del Imperio alemán (1871-1918).

Los orígenes del pangermanismo se sitúan en los albores del siglo XIX, durante el desarrollo de las guerras napoleónicas. Las guerras supusieron, en los pueblos ocupados por el Primer Imperio francés, el nacimiento del nacionalismo como ideología política. El nacionalismo amenazó durante dicho siglo la estabilidad de los regímenes aristocráticos del Antiguo Régimen. Muchos grupos étnicos de Europa Central y Oriental habían permanecido divididos durante siglos en diferentes realidades políticas, dominados por las viejas monarquías de los Romanov y los Habsburgo. Los alemanes, durante la mayor parte de su historia, habían permanecido desunidos y derrotados desde tiempos de Martín Lutero, cuando el Sacro Imperio Romano Germánico se escindió en una multitud de pequeños Estados. Los nuevos nacionalistas pangermanos, mayoritariamente jóvenes reformadores como Johann Tillmann, procedente de Prusia Oriental, reclamaban la unidad de todos los pueblos de idioma alemán en un solo Estado.

### Prusia, Austria y el nacionalismo
Aproximadamente en 1860 el Reino de Prusia y el Imperio austriaco eran las dos naciones más poderosas dominadas por las élites de habla alemana. Ambos pretendían expandir su influencia cultural y territorial. El Imperio austriaco, así como el Imperio germánico eran estados multiétnicos, pero la etnia alemana no era, especialmente en el segundo caso, ni mucho menos mayoritaria entre las poblaciones de ambos. La creación del Imperio austrohúngaro no fue sino el resultado de la pujanza en su seno de otras etnias como los checos, eslovacos y magiares.
Prusia fue bajo el mandato de Otto von Bismarck la catalizadora del nacionalismo moderno germano. El Imperio alemán fue creado en 1871 después de la proclamación de Guillermo I como cabeza de la unión de pueblos germanos, mientras eran ignorados millones de personas de otras etnias que deseaban la autodeterminación y la construcción de sus propias realidades nacionales. Los alemanes que vivían fuera del nuevo Imperio prefirieron trasladarse al nuevo estado, conformando una realidad étnicamente homogénea, pero este deseo chocó con la oposición de gentes de otras etnias. Regiones como Austria y Bohemia fueron testigos de controversias al respecto de la aplicación práctica de los postulados nacionalistas durante décadas.
Incluso algunos austriacos empezaron a sentirse incómodos en su propio Imperio.[cita requerida] Identificándose a sí mismos como descendientes de los bávaros que habían conquistado y se habían expandido en la región, muchos austriacos occidentales apoyaban la separación del Imperio austriaco y la unión al nuevo Imperio alemán.

### Pangermanismo posterior a la Primera Guerra Mundial

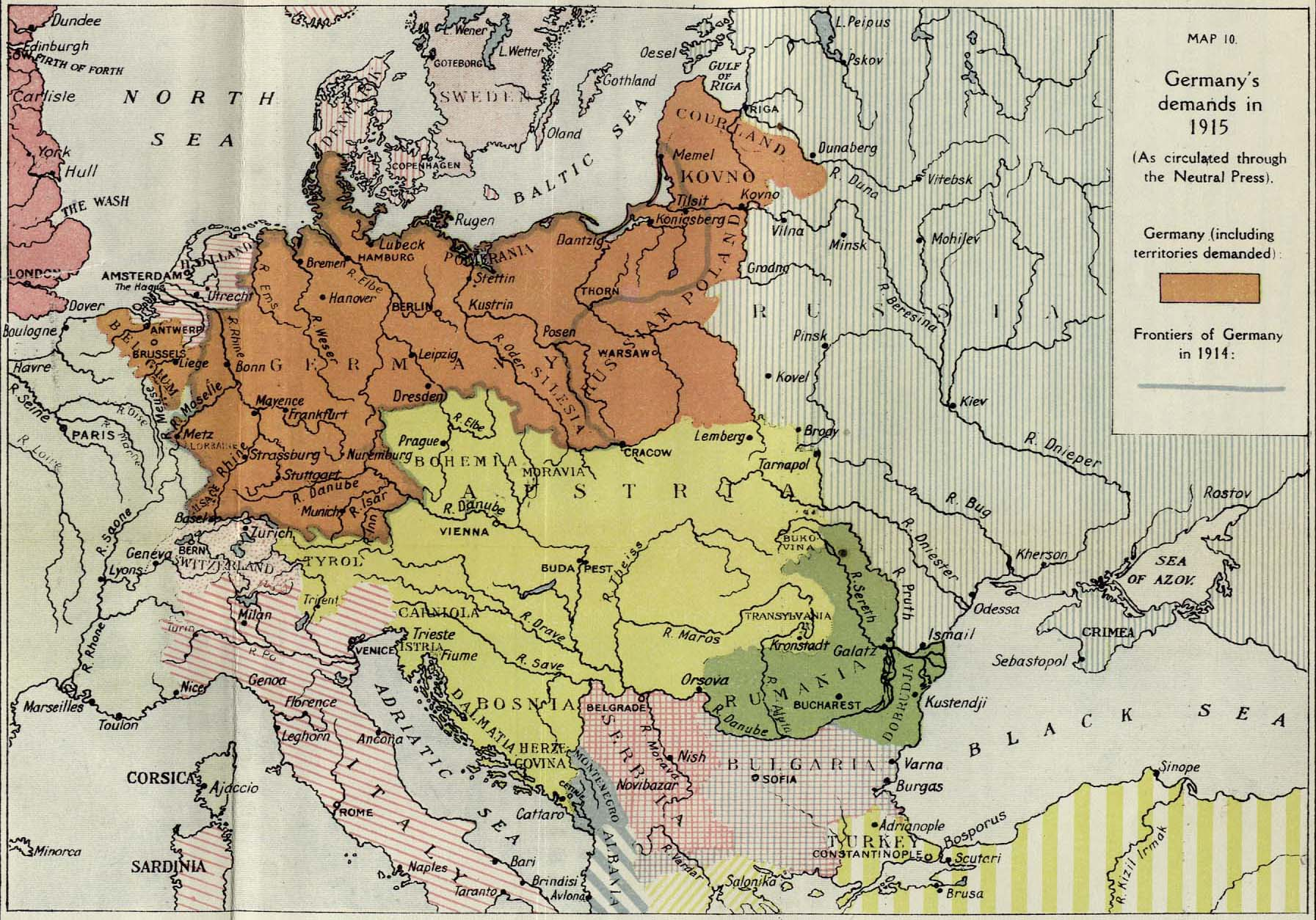
Territorios reclamado por Alemania en 1915. Línea marrón oscuro: límites del Imperio alemán. Marrón claro: Imperio alemán incluyendo los territorios reclamados.

Tras la derrota en dicha guerra la influencia de las élites alemanas sobre Europa central y oriental se redujo notablemente. En el Tratado de Versalles el territorio de Alemania fue sustancialmente reducido y el Imperio austrohúngaro fue dividido en diversos estados entre las diversas etnias que lo componían. El nuevo y reducido estado austriaco adoptó el nombre de Austria Alemana (Deutschösterreich), pese a que seguián existiendo en su seno numerosas minorías étnicas de habla no alemana. Una división étnica exacta del antiguo imperio austrohúngaro hubiera resultado imposible. Con un territorio reducido y sin una salida al mar este estado votó por abrumadora mayoría la unificación con Alemania. Tanto esta denominación como la unificación con Alemania fueron tajantemente prohibidas por las potencias vencedoras de la Primera Guerra Mundial. Los alemanes del Volga que quedaron en zonas dominadas por la Unión Soviética fueron internados en gulags o desplazados durante la Gran Guerra Patriótica.
La Vuelta al Imperio (Heim ins Reich) fue un objetivo político perseguido por los nazis que intentaban convencer a los alemanes que vivían fuera de Alemania (por ejemplo en los Sudetes) de que deberían luchar para anexionar dichas regiones a la Gran Alemania.

### Pangermanismo posterior a la Segunda Guerra Mundial
Además de la expulsión de millones de alemanes de territorios que fueron anexionados a otros países con el beneplácito de las potencias vencedoras de la Segunda Guerra Mundial, la derrota alemana en dicha guerra trajo consigo el declive del pangermanismo como ideología, de la misma forma en que la Primera Guerra había conducido al declive del Paneslavismo. Además de la expulsión de millones de alemanes partes mismas del actual territorio de Alemania quedaron devastadas y el país fue dividido entre las distintas potencias vencedoras (la Unión Soviética, los Estados Unidos, el Reino Unido y Francia), lo que daría posteriormente al surgimiento de dos estados: Alemania Occidental y Alemania Oriental. La dimensión de la derrota alemana había superado todo lo anteriormente visto. Sin embargo, la reunificación de Alemania en 1990 pareció por un tiempo revivir los viejos debates. El miedo a la utilización política y social del pangermanismo entre la inmensa población actual de Alemania todavía permanece en los estados vecinos. Es por esta razón que incluso muchos alemanes ven con miedo la idea de un pueblo alemán unido (Volksdeutsche). Todavía hoy persisten poblaciones germanohablantes fuera de Alemania, principalmente en Austria, y en menor proporción en Suiza, Liechtenstein, Bélgica, Dinamarca, Países Bajos, Francia, Italia, Luxemburgo, Europa Central y la antigua Unión Soviética. Por razones económicas muchos de estas personas de origen alemán han adquirido la nacionalidad alemana tras el colapso del bloque socialista. Todavía hoy la idea de una Alemania unificada golpea las conciencias y hace recordar el nazismo entre muchas personas.